# Stelle principali della costellazione del Leone Minore
Segue un prospetto delle stelle principali della costellazione del Leone Minore, elencate per magnitudine decrescente.